# Карточето
Карточето (итал. Cartoceto) — коммуна в Италии, располагается в регионе Марке, в провинции Пезаро-э-Урбино.
Население составляет 7933 человека (2008 г.), плотность населения составляет 343 чел./км². Занимает площадь 23 км². Почтовый индекс — 61030. Телефонный код — 0721.
Покровителем населённого пункта считается святой San Bernardino.

## Демография
Динамика населения:

## Администрация коммуны
- Официальный сайт: http://www.comune.cartoceto.pu.it/